# Vincent Sasso
Vincent Julien Sasso (Saint-Cloud, 16 febbraio 1991) è un calciatore francese, difensore del Dunkerque.